# 日下部正樹
日下部 正樹（くさかべ まさき、1959年11月18日 - ）は、TBSテレビに所属する日本のジャーナリスト、ニュースキャスター、報道局記者。元アナウンサー。
神奈川県小田原市出身。早稲田大学法学部卒業。

## 略歴
1983年、大学時代に映画『戦場のメリークリスマス』に出演。1985年4月、TBSに入社。一般職で採用されアナウンサーに配属（同期は下村健一）、ニュース・報道系アナウンサーとして活動。アナウンサー時代にはクイズ番組の司会、『ザ・ベストテン』も希望していた。1989年より、報道局に異動。報道局政治部記者を経て海外特派員としてJNN香港支局およびJNN北京支局の支局長を歴任し、帰国後は報道局外信部デスクなどを担当したのち、JNNソウル支局長に就任した。
2010年9月15日、報道局報道番組部担当部長に就任。同年10月より、『報道特集』の総合司会者（金平茂紀とのダブル司会）としてレギュラー出演し、同番組内でニュースキャスターも担当。
2012年7月1日、報道局報道番組部スペシャリスト部長に就任した。
2021年2月27日、報道特集のメイン＆ニュースキャスターを皆川玲奈アナウンサーに譲り、フィールドキャスターとして続投する。2023年11月限りで定年を迎えTBSを退社した。

## 出演番組
| 期間       | 期間      | 番組名                       | 役職                                                          |
| ---------- | --------- | ---------------------------- | ------------------------------------------------------------- |
| 時期不明   | 1989年3月 | JNNフラッシュニュース        | 金曜日担当キャスター                                          |
| 1989年4月  | 1989年6月 | JNNおはようニュース&スポーツ | 土曜・日曜担当キャスター                                      |
| 時期不明   | 1989年6月 | JNNニュース                  | 日曜日午前11:30からの担当キャスター。                         |
| 2010年10月 | 2021年2月 | 報道特集                     | メインキャスター ※2011年9月より、ニュース担当キャスターを兼務 |
| 2021年3月  | 現在      | 報道特集                     | 特集コーナーでのフィールドキャスター                          |

## 出演映画
- 戦場のメリークリスマス（1983年）日本兵 役